# 千葉市立おゆみ野南中学校
千葉市立おゆみ野南中学校（ちばしりつおゆみのみなみちゅうがっこう）は、千葉県千葉市緑区おゆみ野南にある市立中学校。

## 概要
2011年（平成23年）に千葉市立泉谷中学校の生徒数増加に伴い分離独立し、千葉市59番目の中学校として開校した。

## 沿革
- 2011年4月1日 千葉市立泉谷中学校より分離独立、千葉市立おゆみ野南中学校が開校。開校当時の生徒数は499名。
- 2011年4月5日 開校式を挙行。

## 学校行事
- 4月 - 入学式
- 5月 - 修学旅行（3年）、体育祭
- 9月 - 自然教室（2年）、校外学習（1年）
- 10月 - OMF（おゆみ野南ミュージックフェスティバル）
- 3月 - 卒業式

## 通学区域
通学区域は以下の通り。
| 小学校区                 | 通学区域                                                                         |
| ------------------------ | -------------------------------------------------------------------------------- |
| 千葉市立金沢小学校       | おゆみ野中央9丁目3～7、12番地以降                                                |
| 千葉市立金沢小学校       | おゆみ野南5～6丁目                                                               |
| 千葉市立おゆみ野南小学校 | おゆみ野南1～4丁目                                                               |
| 千葉市立椎名小学校       | 大金沢町、落井町、刈田子町、小金沢町、椎名崎町、富岡町、中西町、古市場町、茂呂町 |

学区内の主な施設
- 京成千原線おゆみ野駅
- イオンタウンおゆみ野
- ケーズ電機
- ヤオコーおゆみ野店

## 交通
- JR外房線鎌取駅下車、徒歩30分
- 京成千原線おゆみ野駅下車、徒歩20分
- 小湊バス、京成バス千葉イースト 「おゆみ野南」または「南警察署入口」下車、徒歩7分
- 京成バス千葉イースト 「イオンおゆみ野SC」下車、徒歩4分